# Гарцано (Тренто)
Гарцано је насеље у Италији у округу Тренто, региону Трентино-Јужни Тирол.
Према процени из 2011. у насељу је живело 77 становника. Насеље се налази на надморској висини од 556 м.